# Cardin Le Bret
Cardin Le Bret (ur. 1558, zm. 1655) – francuski teoretyk polityczny i propagator, którego zatrudniał kardynał Armand Jean Richelieu.
Le Bret miał udowodnić, że monarchia absolutna jest najlepszą formą rządów. W tym celu napisał dzieło: De la Souveraineté du Roy (O suwerenności królewskiej), opublikowane po raz pierwszy w roku 1632. Le Bret rozwijał w nim koncepcję suwerenności władzy monarszej, którą stworzył Jean Bodin. Suwerenność ta rozumiana była jako wyłączność sprawowania władzy wykonawczej i ustawodawczej przez króla. Le Bret wzmocnił argumenty Bodina twierdząc m.in., że: „suwerenność jest niepodzielna jak punkt w geometrii”.
Cardin Le Bret twierdził, że król powinien rządzić sprawiedliwie, są jednak przypadki (jednym z nich była według niego i Richelieu wojna trzydziestoletnia i udział w niej Francji), kiedy władca powinien porzucić etykę i postępować tak jak nakazuje „racja stanu” (raison d'état – terminu tego użył po raz pierwszy Włoch Giovanni Botero (1544–1617) w swej książce Della Ragion di Stato z 1589).